# Musik in Salzburg
Musik in Salzburg ist ein reichsdeutscher Spielfilm aus dem Jahre 1944 von Herbert Maisch. Die Hauptrollen spielen Willy Birgel, Lil Dagover, Hans Nielsen und Thea Weis.

## Handlung
Es ist Festspielsaison in der Mozartstadt Salzburg. Die gerade erst 18-jährige Elisabeth Häberlin kommt mit dem Auto an der Seite ihres Bekannten Dr. Franz Mädler hier an, als selbiger auf einer Brücke über der Salzach sein Jackett mitsamt Autoschlüssel, Geld und Ausweisdokumenten verliert, das in den Fluss plumpst und davonschwimmt. Während Franz nach diesem Malheur unbedingt seinen Onkel kontaktieren will, um sich Geld überweisen zu lassen, und ein Hotelzimmer anmieten möchte, sagt Elisabeth, dass sie die touristisch sehenswerte Stadt auf eigene Faust erkunden möchte. In Wahrheit aber will sie versuchen, von all den hier gastierenden prominenten Musikkünstlern Autogramme zu ergattern, um diese später zu Geld machen zu können. Das berühmte Café Tomaselli erscheint ihr dafür der richtige Ort, denn dort tummelt sich in der Festspielzeit die gesamte Salzburger Musikprominenz. Auch den Generalmusikdirektor Anton Klinger trifft sie dort an, der ihr bereitwillig sein Autogramm vermacht, da ihm die jugendlich-unbekümmerte Art Elisabeths gut gefällt. Klinger ist nach Jahren der Abwesenheit soeben nach Salzburg zurückgekehrt, in Begleitung seiner langjährigen Lebensgefährtin, der gefeierten Opernsängerin Ursula Sanden.

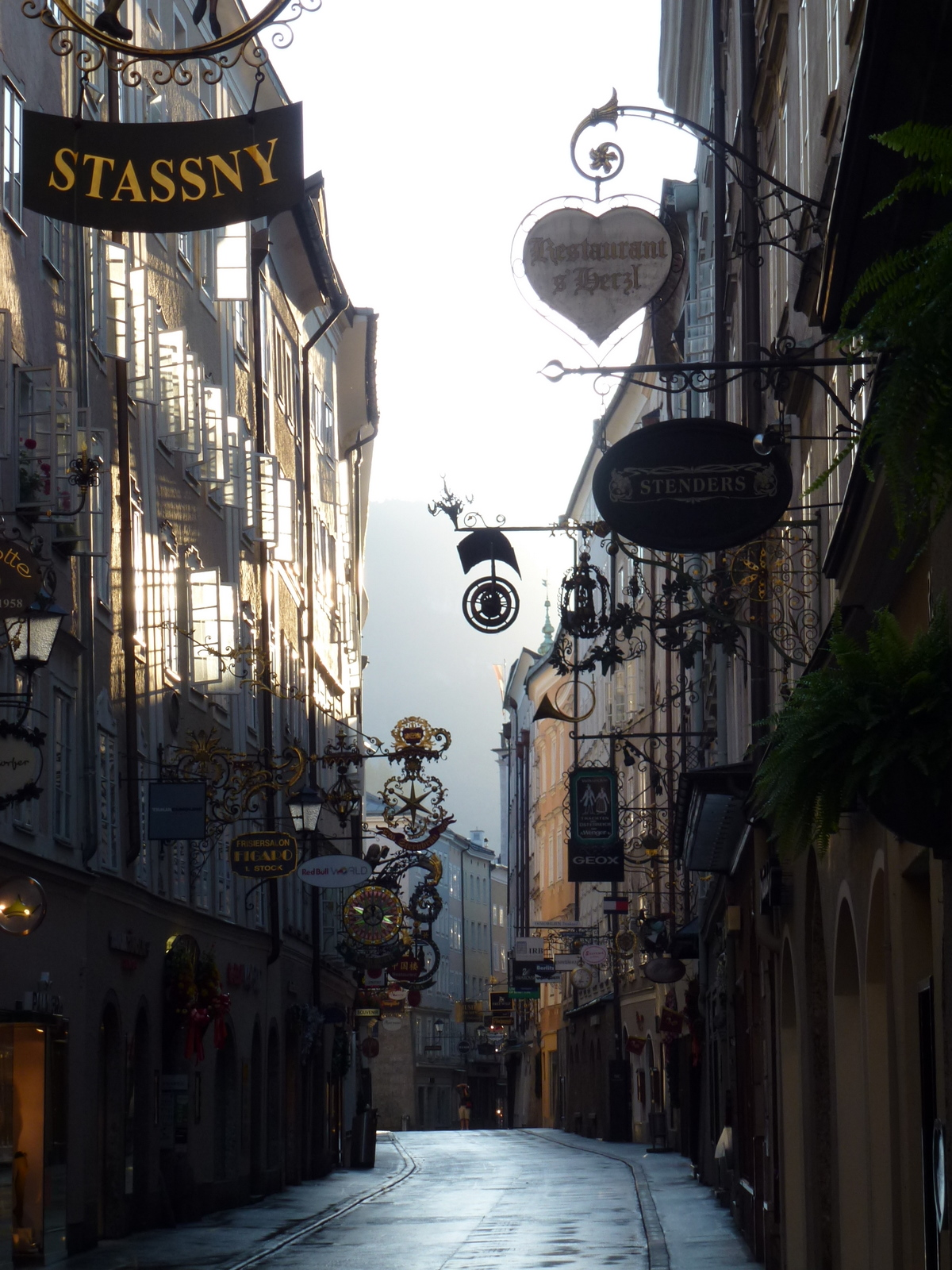
Drehort Getreidegasse

Er und Frau Sanden hatten sich vor acht Jahren in Salzburg kennen und lieben gelernt, als er gerade die Salzburger Philharmoniker dirigiert hatte. Seitdem sind die beiden viel auf Reisen, denn seine Ursula ist eine gastierende Künstlerin und tritt an allen großen Opernhäusern der Welt auf. Franz Mädler hat derweil ordentlich Ärger am Hals, da ihn die Polizei dabei beobachtet hatte, wie er, ganz ohne Schlüssel und Dokumente, versucht hatte, in sein eigenes Auto einzubrechen, um wenigstens an die Koffer zu kommen. Der ihn dabei beobachtende Polizist glaubt Mädler natürlich kein Wort von der Geschichte mit dem verlorengegangenen Jackett und nimmt ihn erst einmal mit auf die Wache, wo der junge Mann die kommende Nacht hinter Gittern verbringen muss. In der Zwischenzeit ist Elisabeth ihrer neuen Bekanntschaft Anton Klinger nachgerannt, weil sie dessen beim Autogrammgeben benutzten Füller versehentlich eingesteckt hatte. Von dem jungen Mädchen erfährt der alternde Charmeur, wieso Elisabeth derzeit ohne Geld und Unterkunft ist und lädt sie zunächst zu einer musikalischen Aufführung und anschließend in das Domizil einer Bekannten ein. Dort inspiriert die junge Frau Klinger zu der Komposition eines romantischen Walzers.
Bald spitzen sich die Dinge zu. Während Franz seine Kleidung von einem alten Angler, der diese aus der Salzach gefischt und bei der Polizei abgegeben hatte, wiedererhält, wird die eifersüchtige Ursula Sanden aktiv, da ihr der Flirt zwischen ihrem Lebensgefährtin und der blutjungen Elisabeth ganz und gar nicht gefällt. Sie macht Klinger eine Szene und versucht sogar, dem sehr viel jüngeren Mädler den Kopf zu verdrehen. Doch es hilft alles nichts. Während Elisabeth und Franz, die sich auf der Wache endlich wiedersehen, schließlich trennen, finden Elisabeth und der Generalmusikdirektor zueinander. Ursula Sanden sieht schließlich ein, dass es keine Liebe mehr ist, die sie mit Klinger verbindet, und verlässt Salzburg, um anderenorts, nunmehr in Wien, ein neues Engagement anzunehmen und sich ganz auf ihre künstlerische Karriere zu fokussieren.

## Produktionsnotizen
Die Dreharbeiten begannen am 16. September 1942 und endeten im August 1943. Gedreht wurde in Salzburg (Außenaufnahmen), unter anderem im Festspielhaus und in der Getreidegasse (mit dem Geburtshaus Mozarts). Die Uraufführung erfolgte am 8. September 1944, Berliner Premiere war am 26. September 1944 im Palladium. Am 27. Juli 1986 erfolgte die Fernsehpremiere im Bayerischen Rundfunk.

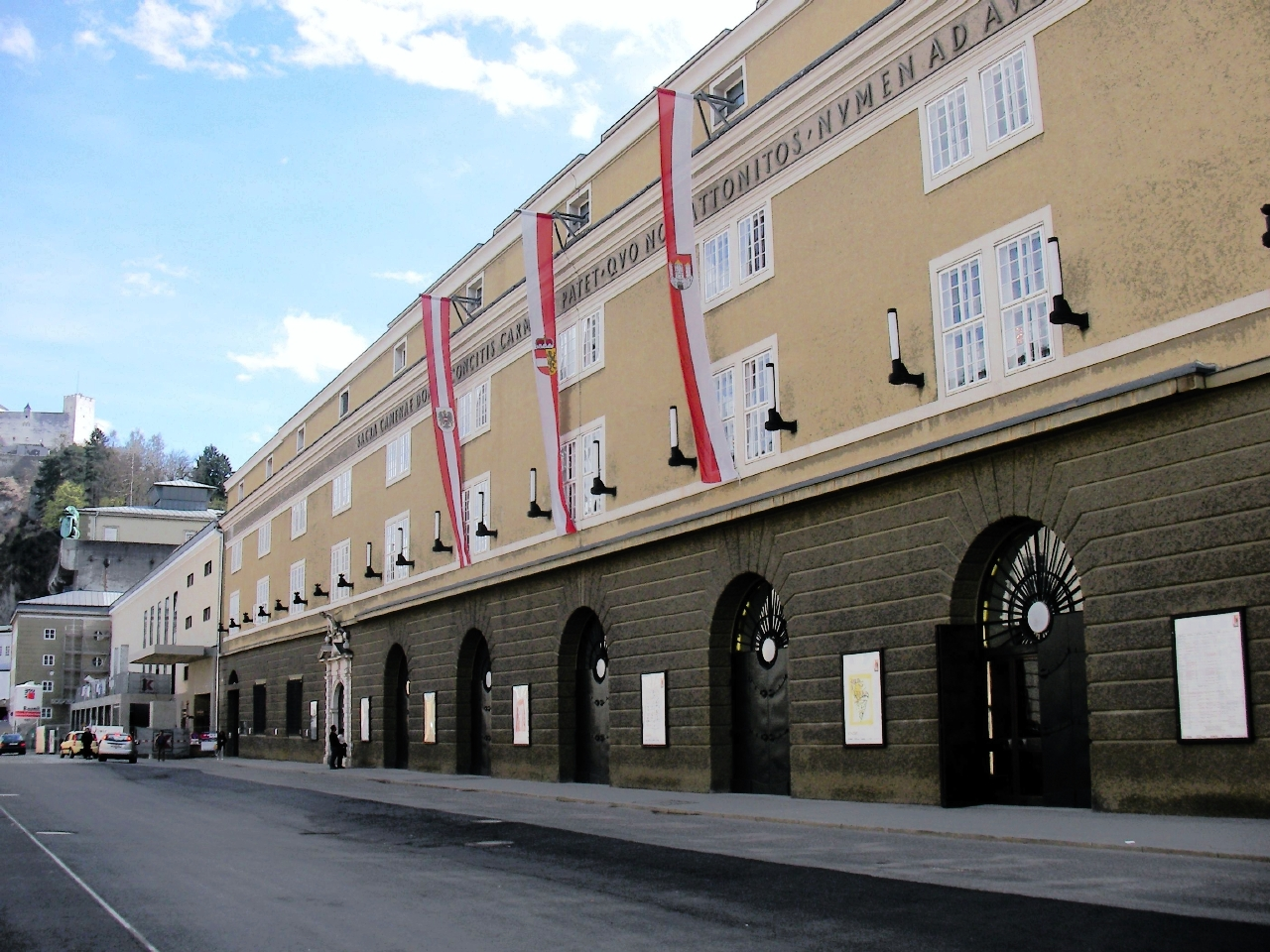
Drehort Festspielhaus in Salzburg

Herstellungsgruppenleiter Otto Lehmann übernahm auch die Herstellungs- und Produktionsleitung. Max Mellin entwarf die von Gerhard Ladner umgesetzten Filmbauten, Gerda Leopold die Kostüme. Herbert Sennewald war Aufnahmeleiter, Bruno Suckau sorgte für den Ton. Hans Nielsen, der Darsteller des Dr. Mädler, wirkte überdies als Regieassistent Herbert Maischs.
Die Herstellungskosten betrugen etwa 2.149.000 RM, damit war Musik in Salzburg ein vergleichsweise teurer Film. Dennoch konnte der Streifen nach nur fünf Monaten Spielzeit (bis Februar 1945) 1.857.000 RM einspielen.

## Kritik
Der Filmdienst urteilte: „Wirklichkeitsferner Liebesfilm, konzipiert als Unterhaltungskost während der letzten Kriegsmonate.“